# ハワイ先住民
ハワイ先住民（ハワイせんじゅうみん、Native Hawaiians）は、ハワイの先住民およびその子孫である。その起源はハワイに入植したポリネシア人に遡る。 
アメリカ合衆国の2000年の国勢調査では、401,162人がハワイ先住民（純血混血問わず）であると自らを認識している が、アメリカ先住民としての括りには入っていない。そのうち140,652人が純血のハワイ先住民と自らを認識している。ハワイ先住民の大半がハワイ州、カリフォルニア州、ネヴァダ州、ワシントンD.C.に居住する。3分の2はハワイに、残り3分の1は他の州に住むが、特にカリフォルニア州に集中している。
ハワイ先住民およびハワイの歴史は一般的に4つの大別される。古代ハワイ、ハワイ王国時代、アメリカ合衆国ハワイ準州時代、ハワイ州時代である。